# Ursus arctos gyas
Ursus arctos gyas — один з підвидів бурого ведмедя. Поширений в узбережних районах на півдні Аляски. Згідно з різними джерелами, цей підвид може бути популяцією грізлі або кадьяка.

## Опис
Один з найбільших підвидів бурих ведмедів у світі. Його довжина зазвичай становить 2,4 м, а висота в холці коливається від 1,22 до 1,37 м. Одне дослідження показало, що середня вага самця становить приблизно 408 кг, самиці 227 кг. З іншого боку, інколи реєстрували величезних самців, які значно перевищували звичайні розміри, з вагою до 680 кг. Великий самець такого розміру може досягати 3 метрів у висоту на задніх лапах і до 1,5 метрів у холці. Найбільша зареєстрована особина була вбита в 1948 році поблизу Колд-Бей. Його вага оцінюється від 725 до 771 кг. Цей ведмідь щойно вийшов із зимової сплячки і мав мало або зовсім не мав сала; це означає, що в кінці літа тварина важила б понад 800 кг. Хоча хутро ведмедя коливається від світлого до майже чорного, зазвичай коричневого кольору з білими кінчиками. На плечах з'являється виражений горб; горб — це хороший спосіб відрізнити чорного ведмедя від ведмедя грізлі, оскільки у чорних ведмедів цей горб відсутній.